# Bíró Gyula (labdarúgó, 1890)
Bíró Gyula (Budapest, 1890. május 10. – Mexikóváros, 1961. január 23.) magyar válogatott labdarúgó, edző. A második világháború előtt elhagyta Európát és Mexikóba menekült zsidó származása miatt. Életének 71-ik évében Mexikóban hunyt el.

## Pályafutása

### Klubcsapatban
1902-ben mutatkozott be az MTK III. csapatában, mint kapus. 1904-ben már a második csapatban mezőnyjátékosként szerepelt. 15 évesen került az első csapathoz 1905-ben, mit középpályás később, mint csatárt vetették be. 26 évesen vonult vissza. 135 mérkőzésen 17 gólt szerzett. Háromszoros bajnok és háromszoros kupagyőztes. Andrew Handler szerint rendkívül jó állóképességgel bírt és ragyogó technikai tudásnak örvendett. Az egyetlen gyengesége a sebessége volt.

### A válogatottban
1906-ban, 16 évesen mutatkozott be a nemzeti csapatban.
Bíró a válogatottal részt vett az 1912. évi olimpián és az 5. helyet érte el a csapattal. 36 mérkőzésen 3 gólt szerzett.

### Edzőként
1921-ben a német Hanau trénere volt. Még ebben az évben az MTV München edzője lett. Innen 1922 nyarán távozott. 1922-től 1923-ig a Makkabi Krakkó csapatát irányította. 1924 elején két hónapig a 33 FC edzője volt. Ezt követően a lengyel olimpiai csapat edzője lett. Az olimpia után a Warta Poznań csapatát vezette. 1926 tavaszán a Saarbrückenhez szerződött. 1929-ben a Bamberg trénere volt. 1929-től 1930-ig a VfB Königsbergnél dolgozott. Ezt követően a Phonix Baia Mare edzője volt, majd 1937-ben kivándorolt Mexikóba. Itt a CD Marte edzője, később szövetségi edző lett.

## Sikerei, díjai
- 3× magyar bajnok (1907–1908, 1913–1914, 1916–1917)
- 3× magyar kupagyőztes (1909–1910, 1910–1911, 1911–1912)

## Statisztika

### Mérkőzései a válogatottban
| Magyarország | Magyarország       | Magyarország                      | Magyarország   | Magyarország | Magyarország | Magyarország         | Magyarország | Magyarország |
| #            | Dátum              | Helyszín                          | Hazai          | Eredmény     | Vendég       | Kiírás               | Gólok        | Esemény      |
| ------------ | ------------------ | --------------------------------- | -------------- | ------------ | ------------ | -------------------- | ------------ | ------------ |
| 1.           | 1906. október 7.   | Prága, Slavia-stadion             | Csehország     | 4 – 4        | Magyarország | barátságos           | -            |              |
| 2.           | 1907. április 7.   | Budapest, Millenáris-pálya        | Magyarország   | 5 – 2        | Csehország   | barátságos           | -            |              |
| 3.           | 1908. november 1.  | Budapest, Millenáris-pálya        | Magyarország   | 5 – 3        | Ausztria     | barátságos           | -            |              |
| 4.           | 1909. április 4.   | Budapest, Millenáris-pálya        | Magyarország   | 3 – 3        | Németország  | barátságos           | -            |              |
| 5.           | 1909. május 2.     | Bécs, Cricketer-pálya             | Ausztria       | 3 – 4        | Magyarország | barátságos           | 1            | 37'          |
| 6.           | 1909. május 30.    | Budapest, Millenáris-pálya        | Magyarország   | 1 – 1        | Ausztria     | barátságos           | -            |              |
| 7.           | 1909. május 31.    | Budapest, Millenáris-pálya        | Magyarország   | 2 – 8        | Anglia       | barátságos           | -            |              |
| 8.           | 1909. november 7.  | Budapest, Millenáris-pálya        | Magyarország   | 2 – 2        | Ausztria     | barátságos           | -            |              |
| 9.           | 1910. május 1.     | Bécs, Hohe Warte                  | Ausztria       | 2 – 1        | Magyarország | barátságos           | -            |              |
| 10.          | 1910. május 26.    | Budapest, Millenáris-pálya        | Magyarország   | 6 – 1        | Olaszország  | barátságos           | -            |              |
| 11.          | 1910. november 6.  | Budapest, Millenáris-pálya        | Magyarország   | 3 – 0        | Ausztria     | barátságos           | -            |              |
| 12.          | 1911. január 1.    | Párizs, Stade du CAP              | Franciaország  | 0 – 3        | Magyarország | barátságos           | -            |              |
| 13.          | 1911. január 6.    | Milánó, Stadio Civico Arena       | Olaszország    | 0 – 1        | Magyarország | barátságos           | -            |              |
| 14.          | 1911. január 8.    | Zürich                            | Svájc          | 2 – 0        | Magyarország | barátságos           | -            |              |
| 15.          | 1911. május 7.     | Bécs, Hohe Warte                  | Ausztria       | 3 – 1        | Magyarország | barátságos           | -            |              |
| 16.          | 1911. október 29.  | Budapest, Millenáris-pálya        | Magyarország   | 9 – 0        | Svájc        | barátságos           | 1            | 1'           |
| 17.          | 1911. november 5.  | Budapest, Üllői úti pálya         | Magyarország   | 2 – 0        | Ausztria     | Wagner-serleg        | -            |              |
| 18.          | 1911. december 17. | München, MTV '79-Platz            | Németország    | 1 – 4        | Magyarország | barátságos           | -            |              |
| 19.          | 1912. április 14.  | Budapest, Üllői úti pálya         | Magyarország   | 4 – 4        | Németország  | barátságos           | -            |              |
| 20.          | 1912. június 23.   | Kristiania, Gamle Frogner-stadion | Norvégia       | 0 – 6        | Magyarország | barátságos           | -            |              |
| 21.          | 1912. június 30.   | Stockholm, Olimpiai Stadion (SWE) | Nagy-Britannia | 7 – 0        | Magyarország | olimpiai negyeddöntő | -            |              |
| 22.          | 1912. július 5.    | Stockholm, Råsunda (SWE)          | Magyarország   | 3 – 0        | Ausztria     | olimpiai 5. helyért  | -            |              |
| 23.          | 1912. július 12.   | Moszkva, SZKSZ-stadion            | Oroszország    | 0 – 9        | Magyarország | barátságos           | -            |              |
| 24.          | 1912. július 14.   | Moszkva, SZKSZ-stadion            | Oroszország    | 0 – 12       | Magyarország | barátságos           | -            |              |
| 25.          | 1912. november 3.  | Budapest, Üllői úti pálya         | Magyarország   | 4 – 0        | Ausztria     | Wagner-serleg        | -            |              |
| 26.          | 1913. április 27.  | Bécs, WAC-Platz                   | Ausztria       | 1 – 4        | Magyarország | Wagner-serleg        | 1            | 70'          |
| 27.          | 1913. május 18.    | Budapest, Üllői úti pálya         | Magyarország   | 2 – 0        | Svédország   | barátságos           | -            |              |
| 28.          | 1913. október 26.  | Budapest, Hungária körúti pálya   | Magyarország   | 4 – 3        | Ausztria     | Wagner-serleg        | -            |              |
| 29.          | 1914. június 19.   | Stockholm, Råsunda                | Svédország     | 1 – 5        | Magyarország | barátságos           | -            |              |
| 30.          | 1914. június 21.   | Stockholm, Råsunda                | Svédország     | 1 – 1        | Magyarország | barátságos           | -            |              |
| 31.          | 1914. november 8.  | Bécs, WAC-Platz                   | Ausztria       | 1 – 2        | Magyarország | barátságos           | -            |              |
| 32.          | 1915. május 2.     | Budapest, Hungária körúti pálya   | Magyarország   | 2 – 5        | Ausztria     | barátságos           | -            |              |
| 33.          | 1915. október 3.   | Bécs, WAC-Platz                   | Ausztria       | 4 – 2        | Magyarország | barátságos           | -            |              |
| 34.          | 1915. november 7.  | Budapest, Üllői úti pálya         | Magyarország   | 6 – 2        | Ausztria     | barátságos           | -            |              |
| 35.          | 1916. május 7.     | Bécs, WAC-Platz                   | Ausztria       | 3 – 1        | Magyarország | barátságos           | -            |              |
| 36.          | 1916. június 4.    | Budapest, Hungária körúti pálya   | Magyarország   | 2 – 1        | Ausztria     | barátságos           | -            |              |
|              | Összesen           |                                   |                | 36           | mérkőzés     |                      | 3            | gól          |